# Manuel Jose Broutin
Manuel Jose Broutin (1826-1883) es un maestro de esgrima francés, sargento del Ejército imperial, emigrado a España.

## Biografía
Manuel Jose Broutin (su verdadero nombre Emmanuel) nació en Somain, Norte en 1826. Hijo de un cordelero, alistóse en el ejército en 1847. Encontró en Montpellier, el ilustre maestro de esgrima Jean-Louis Michel (1785-1865).
A causa de un duelo con un adversario de la Corte del emperador Napoleón III, debió dejar el ejército francés a finales de 1863. Escogió España como tierra del exilio. En Madrid, entró al servicio de la reina Isabel II entre 1863 y 1868. Fue el maestro de esgrima del futuro rey Alfonso XII. Manuel Jose también reorganizó la caballería real del Palacio de Oriente antes de abrir su sala de armas en Madrid.
Fue casado con María-Luisa Pasquier, modista y tuvo once niños. Dos de sus hijos Claudio León y Aquiles fueron maestros de armas asimismo.
Después de la caída del Segundo Imperio en 1870, volvió pasar cada invierno a París con su familia. 
Murió en San Sebastián en 1883.